# Bettenwarfer Leide
El Bettenwarfer Leide és un curs d'aigua, riu o canal de desguàs al Districte de Wittmund a la Frísia Oriental (Baixa Saxònia).

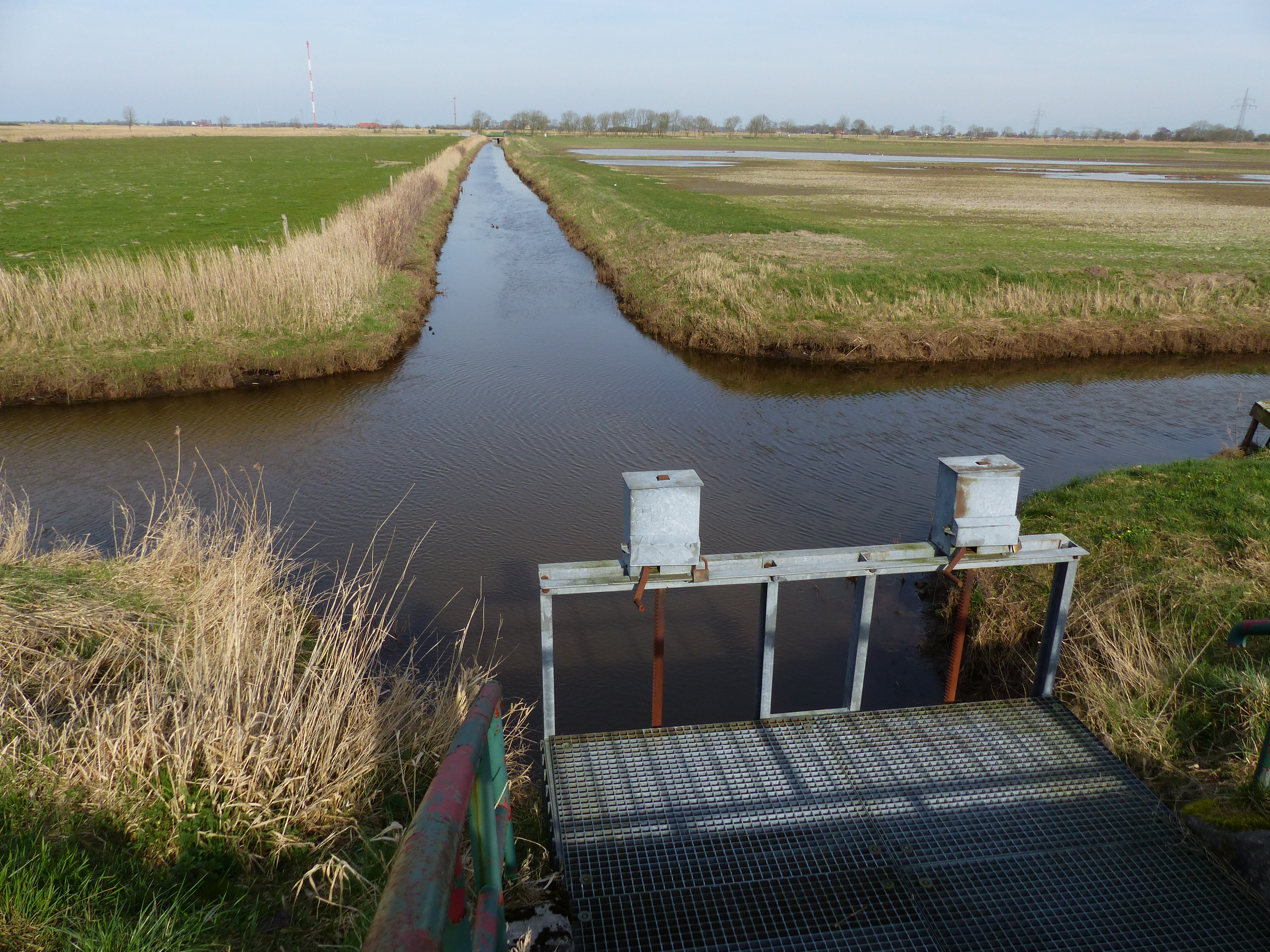
Resclosa de desguàs a la confluència amb el Benser Tief

Connecta el Benser Tief i el Neuharlingersiel Tief prop de la desembocadura d'aquest darrere al Mar del Nord al municipi de Neuharlingersiel. Té una longitud de 10,5 quilòmetres. La seva forma irregular és una indicació que es tracta d'un antic priel que es va aprofitar per fer un canal de desguàs quan la zona es va polderitzar. Només és navegable per petites embarcacions no motoritzades fora del període de nidificació dels ocells que va de l'1 d'abril al 15 de juliol.
Forma part de la conca del Neuharlingersiel Tief, la qualitat ecològica de l'aigua de la qual era, segons el criteri, deficient o dolenta —al desembre 2016— segons els criteris de la Directiva marc de l'aigua, entre d'altres per la hipertròfia, l'absència de zones de transició entre la riba i els camps i prats, massa obstacles per als peixos i poca biodiversitat.